# Myristica gibbosa
Myristica gibbosa är en tvåhjärtbladig växtart som beskrevs av Joseph Dalton Hooker och Thoms. Myristica gibbosa ingår i släktet Myristica och familjen Myristicaceae. Inga underarter finns listade i Catalogue of Life.